# Bitwa koło przylądka Palos
Bitwa koło przylądka Palos (w prasie z epoki też bitwa morska pod Kartageną) – największa bitwa morska hiszpańskiej wojny domowej, stoczona w nocy z 5 na 6 marca 1938 roku (znana też jako II bitwa koło przylądka Palos, w odróżnieniu od pierwszego nierozstrzygniętego starcia w tym rejonie 25 kwietnia 1937 roku).

## Podłoże
Na początku wojny domowej w Hiszpanii, okręty hiszpańskiej marynarki wojennej dostały się mniej więcej po równo w ręce wiernych rządowi oddziałów republikańskich i zbuntowanych oddziałów generała Francisco Franco. W rękach rządowych pozostała większość niszczycieli, lecz nacjonaliści mieli przewagę w okrętach ciężkich, zajmując w bazie El Ferrol 22 lipca 1936 obydwa, nieukończone jeszcze nowoczesne hiszpańskie krążowniki ciężkie „Canarias” i „Baleares”, uzbrojone w 8 dział kalibru 203 mm każdy. Ich budowę ukończono we wrześniu i grudniu 1936, ponadto frankiści mieli jeden stosunkowo nowy („Almirante Cervera”) i jeden stary i początkowo niesprawny krążownik lekki („Navarra”), natomiast republikanie – trzy krążowniki lekkie, z tego jeden stary. Od początku wojny doszło do kilku starć pomiędzy okrętami, jednakże bez strat po żadnej ze stron.
Od początku 1938 roku republikanie zintensyfikowali działania morskie. Efektem tego była największa bitwa morska hiszpańskiej wojny domowej, rozegrana w nocy z 5 na 6 marca 1938, około 70 mil na wschód od przylądka Palos, w rejonie Kartageny.

## Bitwa
5 marca z bazy frankistów na Palma de Mallorca wyszły w morze oba ciężkie krążowniki i krążownik lekki „Almirante Cervera” oraz trzy niszczyciele „Velasco”, „Huesca” i „Ternel”, płynąc w dalekiej ochronie konwoju płynącego z Włoch. Wieczorem tego dnia z Kartageny wyszły także siły główne floty republikanów, pod dowództwem wiceadmirała Luisa de Ubieto, składające się z jedynie dwóch krążowników lekkich: „Libertad” (tego samego typu, co „Almirante Cervera”) i starszego „Méndez Núñez” oraz pięciu niszczycieli. Poinformowany przez wywiad o wyjściu republikanów w morze, frankistowski admirał de Vierna postanowił przechwycić wrogą eskadrę, jednakże bez swoich niszczycieli, które odłączyły się z nastaniem ciemności.
Do spotkania obu eskadr, płynących z dużą prędkością na zbiegających się kursach, doszło o godzinie 0:36 w nocy. Frankiści płynęli na południowy zachód, republikanie na wschód. Po wykryciu się obu zespołów z odległości około 2 km, republikański niszczyciel „Sanchéz Barcáiztegui” wystrzelił dwie niecelne torpedy, po czym obie eskadry rozminęły się. Admirał de Vierna postanowił czekać na nadejście świtu, który pozwoliłby mu wykorzystać przewagę artylerii swoich okrętów, jednakże republikańska eskadra zmieniła kurs na południe i podjęła pościg. Do ponownego zetknięcia się obu zespołów doszło około godziny 2:15, tym razem frankistowski zespół po zmianie kursu płynął na północny wschód, a republikanie na zachód. Frankistowskie krążowniki otworzyły ogień z odległości około 5 km do krążownika „Libertad”, lecz jednocześnie znalazły się pomiędzy republikańskim zespołem krążowników z lewej burty a II dywizjonem niszczycieli z prawej. Widoczność tej nocy była dobra, a krążowniki obu stron dodatkowo rozświetlały noc reflektorami i pociskami oświetlającymi. Ogień obu stron był niecelny z powodu słabego przygotowania do walki nocnej, jednakże trzy niszczyciele republikańskie II dywizjonu: „Sanchéz Barcáiztegui”, „Lepanto” i „Almirante Antequera” podeszły niezauważone do zajętych starciem artyleryjskim okrętów Franco na odległość 2 km i wystrzeliły 12 torped („Sanchéz Barcáiztegui” – 4, „Lepanto” – 3 i „Almirante Antequera” – 5). Około godziny 2:20 dwie lub trzy torpedy, prawdopodobnie z „Lepanto” trafiły w lewą burtę czołowy krążownik „Baleares”, wywołując wybuch i pożar. Na krążowniku zginął admirał de Vierna, a dwa ocalałe krążowniki frankistowskie szybko odpłynęły. „Canarias” podczas starcia został także lekko uszkodzony trzema pociskami z „Libertad”. Około godziny 5, płonący „Baleares” zatonął. Z załogi 765 ludzi uratowano 360 marynarzy i 12 oficerów, głównie przez brytyjskie niszczyciele HMS „Boreas” i „Kempenfelt”. Rano o 7 republikański zespół powrócił do Kartageny.
Rano na teren starcia powrócił „Canarias”, na który brytyjskie niszczyciele przekazywały rozbitków. Podczas tego, ok. godz. 8:00, okręty te padły ofiarą niecelnego bombardowania przez republikańskie samoloty SB-2.
Było to największe zwycięstwo morskie republikanów okresu wojny domowej, jednak pozostające bez wpływu na ogólne działania wojenne.